# Mount Gunanoot
Mount Gunanoot är ett berg i Kanada.   Det ligger i provinsen British Columbia, i den centrala delen av landet, 3 800 km väster om huvudstaden Ottawa. Toppen på Mount Gunanoot är 2 173 meter över havet, eller 410 meter över den omgivande terrängen. Bredden vid basen är 4,9 km.
Terrängen runt Mount Gunanoot är huvudsakligen kuperad, men västerut är den bergig. Trakten runt Mount Gunanoot är nära nog obefolkad, med mindre än två invånare per kvadratkilometer.. Det finns inga samhällen i närheten.
Omgivningarna runt Mount Gunanoot är i huvudsak ett öppet busklandskap.